# Vijesti (Podgorica)
Vijesti su crnogorske nezavisne dnevne novine.
Prvi broj Vijesti je tiskan 1. rujna 1997.
Pokrenula ga je grupa novinara crnogorskog nezavisnog tjednika Monitor.
Vijesti su najtiražniji dnevni list u Crnoj Gori.